# Редан (укрепление)

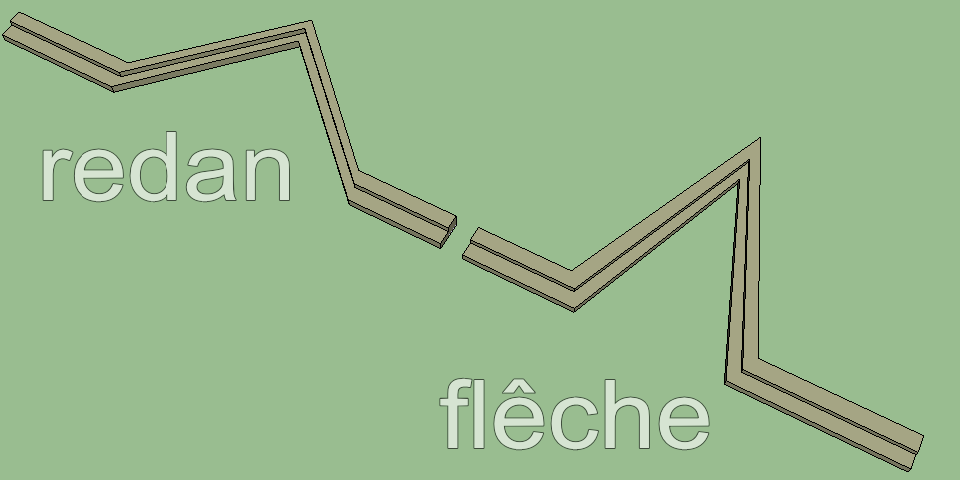
Схема укреплений — Редан и Флешь.

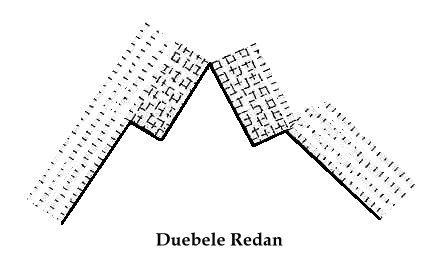
Схема укреплений — Редан с фланками и крыльями, здесь названный Редан дубль (Повторённый редан).

Реда́н (фр. redan — уступ, вместо фр. redent — зубец) или реда́нт — открытое полевое укрепление, состоящее из двух фасов (расположенных в виде исходящего угла (0—120 градусов) под углом 60—120 градусов, выступающим в сторону противника, и позволяющее вести ружейный и артиллерийский косоприцельный огонь.
Толковый словарь Даля указывает что редан (редант) или реду́т это полевое укрепление, место, окружённое рвом и валом; небольшое, временное укрепление, для защиты чего-либо.

## История
Для защиты личного состава в боевых действиях в военном деле России войска переднего края стали применять «Редан» как полевое укрепление. В период XVIII — XIX веков реданы возводились спецвойсками как отдельные оборонительные полевые укрепления и в виде непрерывных укреплений (оборонительная линия), соединённых между собой окопами. Он представлял собой укрепление «о двух сторонах, или фасах, образующих исходящий, обращенный в поле угол» и давал в то время возможность вести ружейный и артиллерийский огонь вправо и влево от обороняющейся позиции войск, поддерживая тем войска и укрепления, расположенные по соседству, на которых, в свою очередь, лежала обязанность поддержать редан, обстреливая имеющийся перед ним необоронённый сектор огня. В связи с этим, а также и для продольной обороны рвов других реданов у оконечностей его фасов пристраивали иногда короткие участки оборонительной ограды — фланки, направляющиеся под прямым углом к этим фасам и прикрытые с боков соответствующими заворотами — крыльями, причём получалось укрепление, называемое реданом с фланками и крыльями. Также реданы употреблялись и в комплексе как часть фортификационного сооружения (не полевого).
Существовали и Двойные реданы, то есть соединённые вместе два редана, как открытое полевое укрепление.
Так на Закамской линии, главная и наиболее укреплённая её часть была на правом фланге, между Алексеевском и Сергиевском. На протяжении 90 вёрст здесь шёл непрерывный вал реданного начертания.
Малые реданы с острым углом называются флешами. В другом источнике сказано что малый редан с тупым углом носит название флеши.

## Галерея

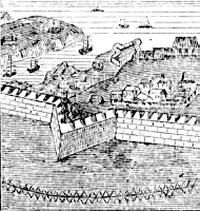
Редан как часть фортификационного сооружения.
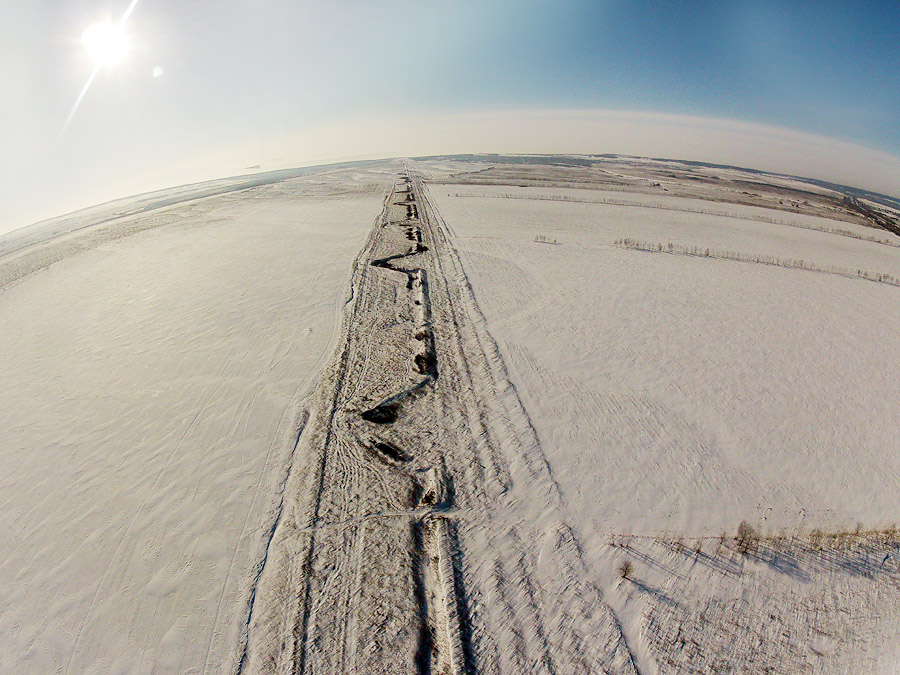
Вал Ново-Закамской оборонительной линии с воздуха, видны реданы, район села Красный Яр Самарская область.
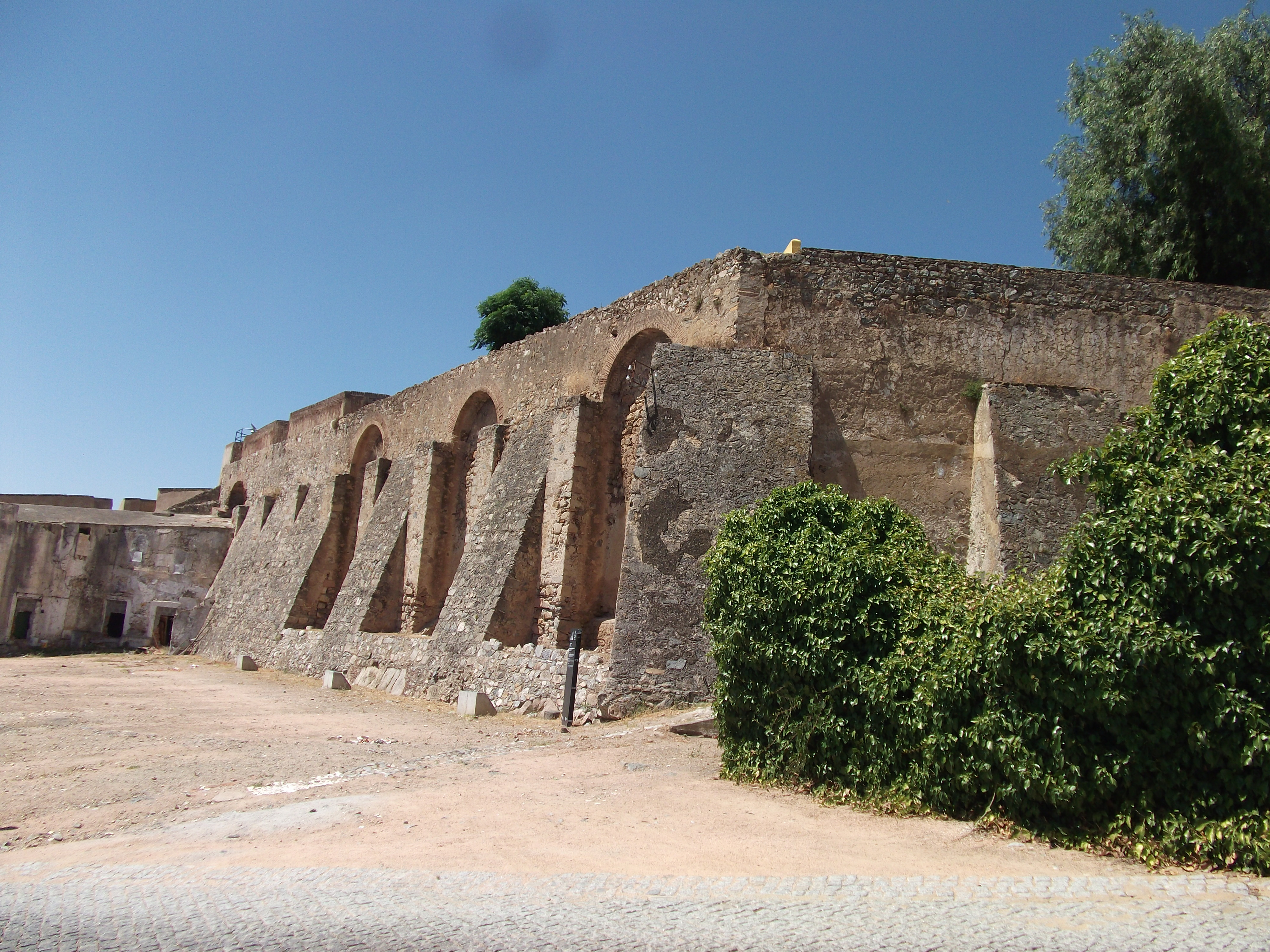
Редан в Португалии.
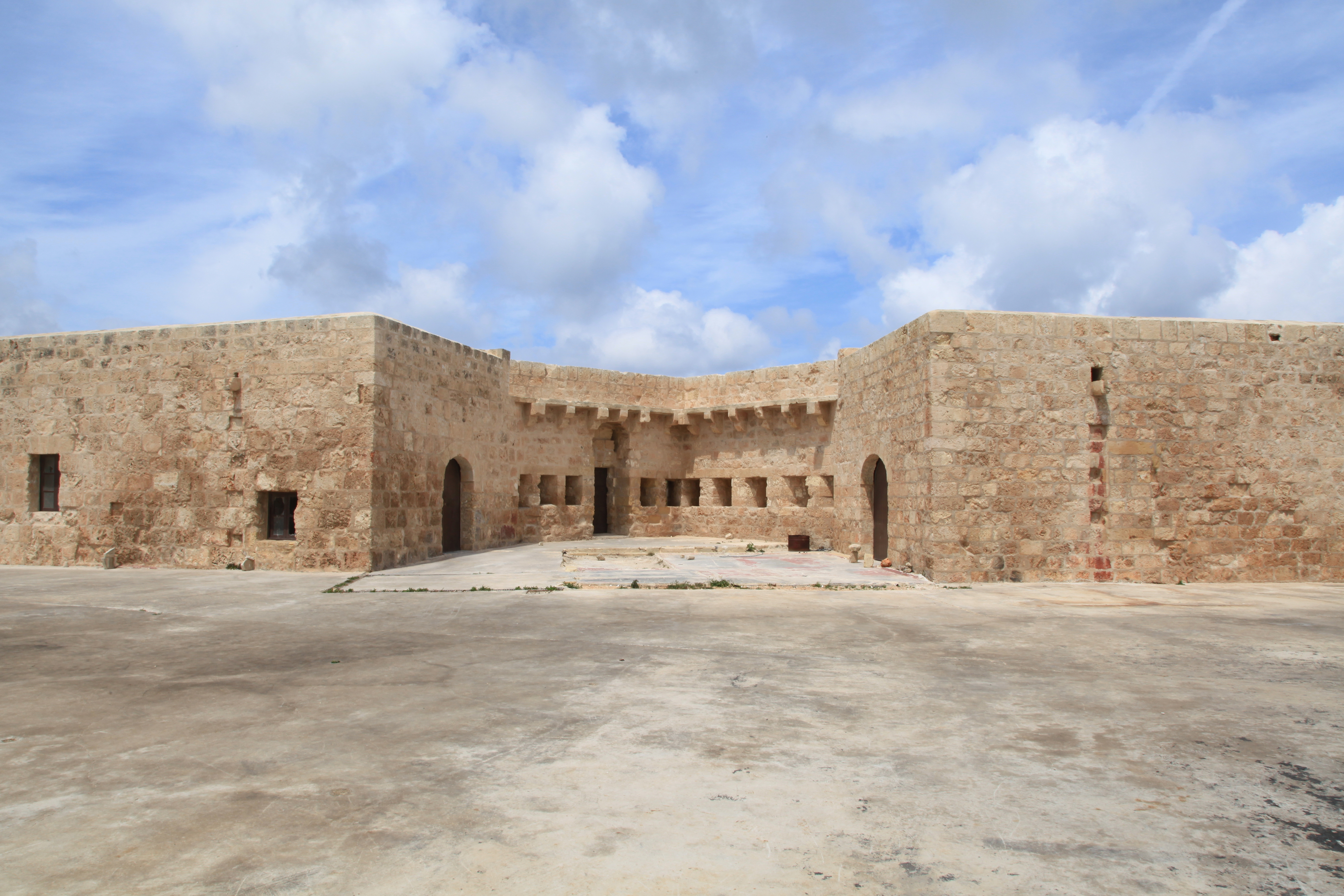
Редан на Мальте.

Несколько реданов Царицынской сторожевой линии прекрасно видны на спутниковых снимках (49°00′50″ с. ш. 44°11′49″ в. д.).